# ジャック・ダン
ジャック・ダン（英語: John "Jack" Edward Powell Dunn、1917年3月28日 - 1938年7月16日）は、イギリス、ロイヤル・タンブリッジ・ウェルズ出身のフィギュアスケート選手（男子シングル）。
1936年、ガルミッシュ・パルテンキルヘンオリンピック6位。
1938年、世界選手権銀メダリスト。7月16日、アメリカ合衆国、ハリウッドにて野兎病でこの世を去る。

## 主な戦績
| 大会/年      | 1933-34 | 1934-35 | 1935-36 |
| ------------ | ------- | ------- | ------- |
| オリンピック |         |         | 6       |
| 世界選手権   |         | 2       | 4       |
| 欧州選手権   | 6       | 4       |         |